# Marcel Adalbert Laurent
Marcel Adalbert Laurent (Lapoutroie, 6 de juny de 1913 - Colmar, 9 d'agost de 1994) va ser un ciclista francès que fou professional entre 1937 i 1946.
Durant la seva carrera aconseguí 5 victòries, entre elles dues Bordeus-París.

## Palmarès
- 1937
  - 1r a la París-Contres
  - 1r a St.Junien
- 1938
  - 1r a la Bordeus-París
- 1939
  - 1r a la Bordeus-París
- 1942
  - 1r al Gran Premi d'Espéraza